# Gaston Veil
Pour les articles homonymes, voir Veil.
Gaston Veil, né en 1868 et mort en 1947 à Paris, est un intellectuel, un homme de presse et un homme politique français d'orientation radicale, maire de Nantes en 1928.

## Biographie
Reçu à l'agrégation de lettres en 1890, il est d'abord professeur à Alger (1890-93), puis, après une période de congé, nommé au lycée de Nantes en 1896, d'abord en 3e, puis en 2e puis en 1re. Il se fait mettre en congé en 1911.
Il a en effet entamé une activité politique en 1907, été élu conseiller municipal en 1908 et est devenu directeur du quotidien radical Le Populaire de Nantes en 1909.
Premier adjoint à partir de 1910, il devient maire par intérim le 10 mai 1928 après la démission de Paul Bellamy ; après l'élection complémentaire de deux conseillers le 27 mai, il ne se présente pas et est remplacé à la tête de la municipalité par Adolphe Moitié le 2 juin, jusqu'à ce que les élections municipales de 1929 placent Léopold Cassegrain à la tête de la nouvelle municipalité, fondée sur une alliance des radicaux et de la droite. Gaston Veil fait alors partie de la minorité des radicaux favorables au maintien de l'alliance avec la SFIO.
Il est par ailleurs président de la section nantaise de la Ligue des droits de l'homme ; dans les années 1930, il se rallie nettement au Front populaire, devenant président du Comité nantais du Rassemblement populaire. Il est alors le mentor du jeune militant André Morice. Dans Le Populaire, il soutient systématiquement la République espagnole et en 1938 il est anti-munichois ; il affirme son appui à Pierre Brossolette exclu de la radio nationale en janvier 1939. Mais le journal perd des lecteurs durant cette période, le tirage passant de 40 000 à 30 000. En septembre 1939, le journal cesse de paraître sur la décision de Francis Portais, directeur du Phare de la Loire, qui contrôle aussi Le Populaire.

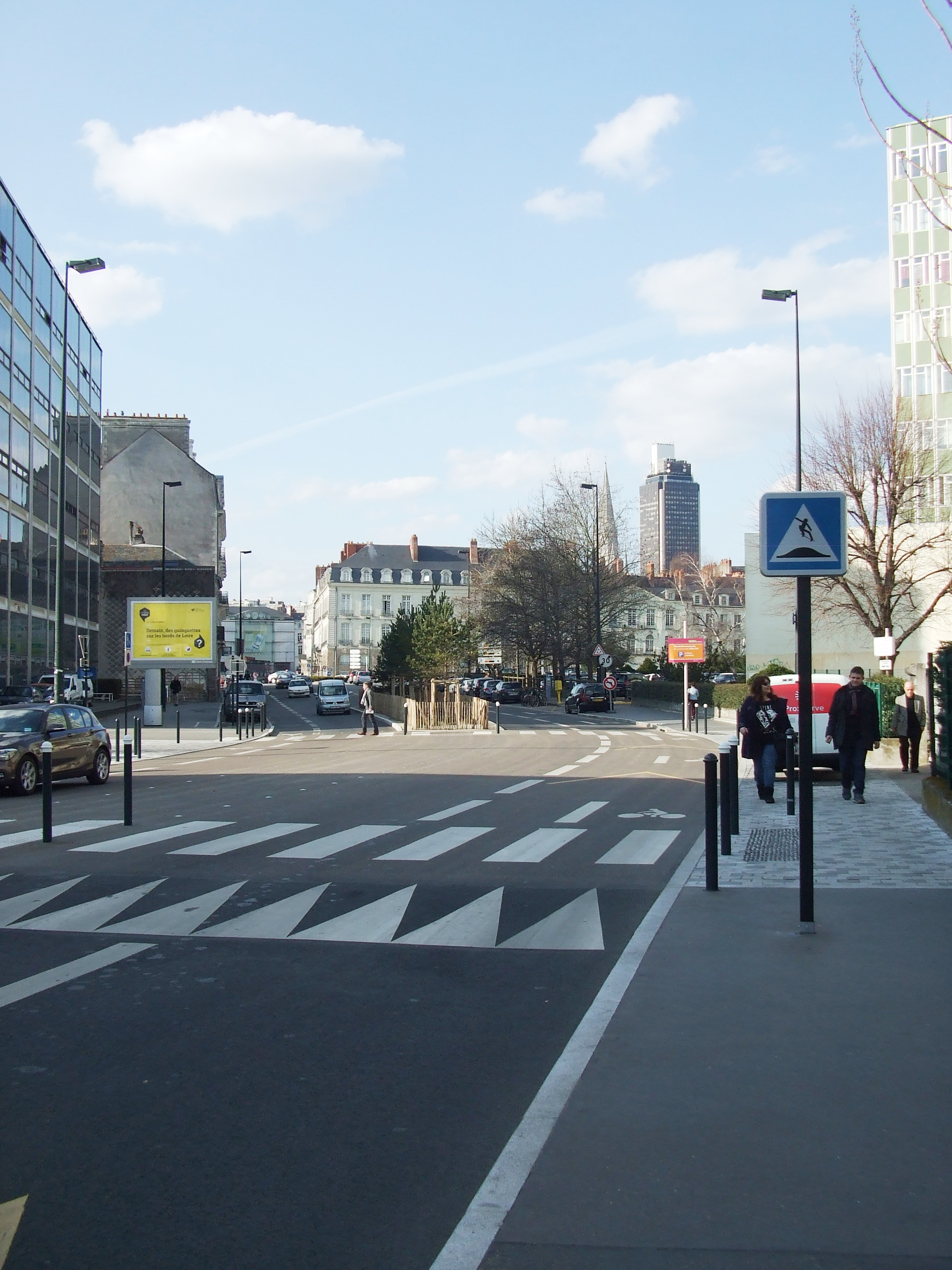
Rue Gaston-Veil à Nantes

En janvier 1942, en tant que juif, il est révoqué de son mandat au conseil d'administration du lycée Clemenceau et porte l'étoile jaune. En septembre 1943, lui et son épouse profitent de l'évacuation d'une partie de la population après les bombardements de Nantes pour passer dans la clandestinité et se réfugier à Mortagne-sur-Sèvre. Il est cependant arrêté le 5 juillet 1944 et envoyé au camp de transit de Poitiers, où il se trouve lors de la libération de la ville.
De retour à Nantes, il fait reparaître son journal à partir de mars 1945 sous le titre Le Populaire de l'Ouest (futur L'Eclair), en étroite association avec André Morice, désormais élément principal du parti radical à Nantes. Il apporte à André Morice un soutien total lorsque celui-ci est mis en cause par Jean Philippot, maire de Nantes proche du PCF, à propos des activités de son entreprise de travaux publics pendant l'Occupation.
Une rue à Nantes est nommée en son honneur.